# 小倉豊楽園球場
小倉豊楽園球場（こくらほうらくえんきゅうじょう）は、かつて福岡県小倉市（現北九州市小倉北区）にあった野球場。

## 歴史
太平洋戦争（大東亜戦争）以前は西日本鉄道（当時は九州電気軌道）が経営する運動場が到津にあり、主に野球場として使用されていた（小倉到津球場）が、戦時中に廃止されて以来、小倉市には野球場が1つもなかった。ただ小倉競馬倶楽部が所有していた三萩野競馬場（現在の小倉競馬場の前身）の跡地が将来的に総合運動場を作るという計画の下に、辛うじて野球などに使用されていた。
浅野町（現・北九州市小倉北区浅野）に総工費2500万円を投じて1948年1月に着工され、同年7月に完成したこの球場は、小倉市で初めてのプロ野球公式戦に対応できる硬式野球場として開設された。昭和初期、浅野総一郎により設立された小倉築港（後の小倉興産）の埋め立てにより造成された浅野地区は、工場などの立地がない状態が続いていたが、戦後は開発が進み、野球場もその一環として建設されたものと考えられている。当初は両翼が非常に広かったため本塁打が出にくい球場といわれたが、その後両翼を狭めて本塁打を出やすくしたことがあった。
最初に豊楽園が使用されたのは、同年10月29日から11月3日まで開催された第3回国民体育大会秋季大会の高校野球。1955年に編纂された『小倉市誌』によると、前年から2年連続で夏の甲子園を制覇した地元の小倉高校が同年の春の甲子園を制覇した西京商業高校をはじめとする全国の強豪校を迎え撃つ形となったため、3万人を収容できると言われるスタンドが立錐の余地もないほどの盛況だったという。しかし2004年にベースボール・マガジン社から刊行された『プロ野球70年史 記録編』89頁と93頁には1948年8月4日に阪急ブレーブスと中日ドラゴンズの試合が豊楽園で開催されたとの記述があり、この年の夏の甲子園が8月13日から開催されたことも併せて考えると、ベースボール・マガジン社の記述が正しいと思われる。
九州地区高等学校野球大会も1951年秋（第9回）と1957年春（第20回）に開催されている。このうち第9回では、準々決勝の長崎商業高校と常磐高校の対戦で、7回裏に常磐高校の白藤投手の投げた球が長崎商業高校の吉松外野手の心臓付近に当たるという事故があった。吉松外野手は直ちに小倉記念病院に搬送されたものの死亡。試合は長崎商業高校が1-0で勝ったものの、翌日の鹿児島商業高校との準決勝を棄権した。
プロ野球においては、前述の阪急と中日の試合が1リーグ時代に唯一豊楽園で開催された公式戦で、1950年の2リーグ分立後は当時山口県下関市を本拠地とした大洋ホエールズ（⇔洋松ロビンス）主催の公式戦が開催され、1954年には新日本リーグ所属の洋松ジュニアロビンスの本拠地であった。また福岡県をフランチャイズとする西鉄クリッパース（→ライオンズ）の準本拠地として、かつて門司市営老松球場や八幡大谷球場など周辺都市で分散して開催されていた試合も、豊楽園で開催されるようになった。
しかし国鉄小倉駅の移転に伴う用地確保のため、1957年10月20日の西鉄ライオンズと大映ユニオンズのダブルヘッダーを最後に閉鎖。その後1958年に小倉市営球場（後に北九州市営小倉球場→北九州市民球場）が完成し、西鉄ライオンズの準本拠地として公式戦を開催するようになっていった。
プロ野球の開催は合計で70試合。主催球団は、西鉄58、大洋6、南海・国鉄2、阪急・松竹1。
現在、球場の跡地には小倉興産16号館、リーガロイヤルホテル小倉が建てられている。